# Dürrnhof (Merkendorf)

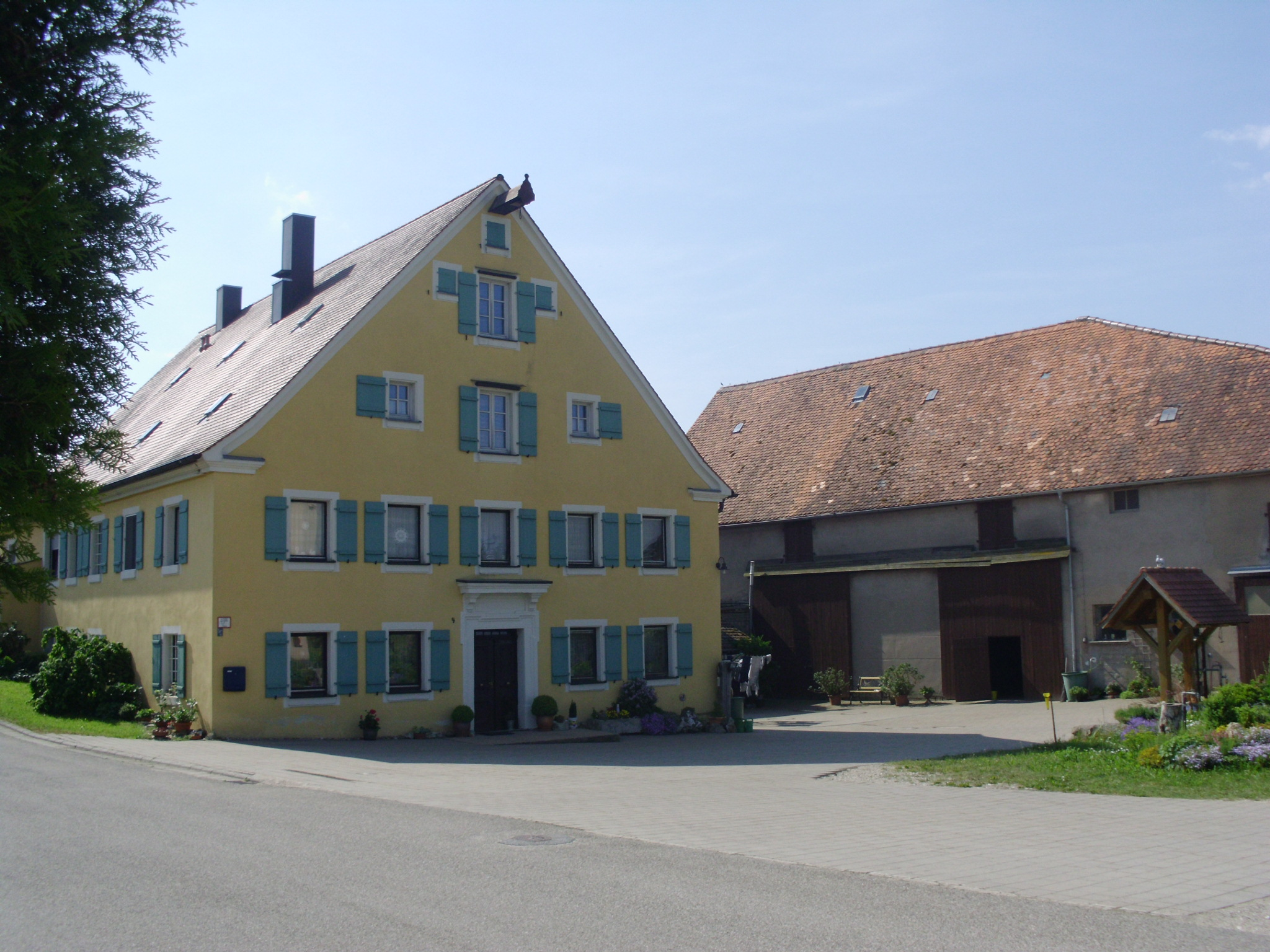
Ehemalige Klostermühle

Dürrnhof  (fränkisch: Däanhuf) ist ein Gemeindeteil der Stadt Merkendorf im Landkreis Ansbach (Mittelfranken, Bayern). Dürrnhof liegt in der Gemarkung Heglau.

## Geografie
Der Weiler liegt am Oberen Mühlbach, ab Heglau Heglauer Mühlbach genannt, der ein linker Zufluss der Altmühl ist. Im Osten liegt der Mönchswald, im Westen die Flur Gostenloh, im Südwesten der Katzenzipfel und im Norden der Seewasen. Die Kreisstraße AN 59 führt die Bundesstraße 13 kreuzend nach Heglau (1,1 km südwestlich) bzw. nach Selgenstadt (4,5 km nordöstlich).

## Geschichte
Urnenfelderzeitliche Funde in den Weiherwiesen bei Dürrnhof belegen, dass das Gebiet um den Ort schon seit etwa 1200–800 v. Chr. besiedelt war. Im Jahre 1926 fand man bronzenen Frauenschmuck um 1000 v. Chr.
1344 wurde ein „Heinrich Meister zů dem Durrenhof“ erwähnt, der ein Mönch des Heilsbronner Klosters war. Dies ist zugleich die erste urkundliche Erwähnung des Ortes. Bestimmungswort des Ortsnamens ist wahrscheinlich das mittelhochdeutsche Adjektiv „durre“ (= trocken, mager). Ob damit der Obere Mühlbach gemeint war oder ein Acker oder Wald, ist unklar.
Das Kloster Heilsbronn hatte den Grundstein für die ausgedehnte Propstei Altmühl in Dürrnhof gelegt. Bis ins 14. Jahrhundert hinein war Dürrnhof Amts- und Gerichtssitz. Der Mönchswald gehörte auch zum „Officum Dürrnhof“ oder zur „Arida Curia“. Erst später verlegte das Kloster den Sitz nach Merkendorf.
Im 16-Punkte-Bericht des Oberamts Windsbach aus dem Jahr 1608 wurde für „Dürrnhoff“ eine Mannschaft verzeichnet, die das Verwalteramt Merkendorf als Grundherrn hatte. Das Hochgericht übte das brandenburg-ansbachische Kasten- und Stadtvogteiamt Windsbach aus.
Gegen Ende des 18. Jahrhunderts gab es in Dürrnhof 5 Anwesen (1 Mühle, 4 Leerhäuser). Das Hochgericht übte das Kasten- und Stadtvogteiamt Windsbach aus. Alle Anwesen hatten das Verwalteramt Merkendorf als Grundherrn. Von 1797 bis 1808 unterstand der Ort dem Justiz- und Kammeramt Windsbach.
Im Rahmen des Gemeindeedikts wurde Dürrnhof dem 1808 gebildeten Steuerdistrikt Merkendorf und der 1810 gegründeten Munizipalgemeinde Merkendorf zugeordnet. Mit dem Zweiten Gemeindeedikt (1818) wurde Dürrnhof in die neu gebildete Ruralgemeinde Heglau umgemeindet. Der Ort kam am 1. Januar 1971 im Zuge der Gebietsreform in Bayern zur Stadt Merkendorf.
In Dürrnhof gibt es ein Sägewerk.

### Baudenkmal
- Haus-Nr. 4: Ehemalige Wassermühle des Klosters Heilsbronn, Wohn- und Mühlhaus[15]

### Einwohnerentwicklung
| Jahr      | 001818 | 001840 | 001861 | 001871 | 001885 | 001900 | 001925 | 001950 | 001961 | 001970 | 001987 | 001991 | 002010 | 002020 |
| Einwohner | 25     | 23     | 33     | 27     | 28     | 32     | 27     | 45     | 26     | 32     | 32     | 27     | 24     | 24     |
| Häuser    | 5      | 5      |        |        | 5      | 5      | 5      | 5      | 5      |        | 6      |        |        |        |
| Quelle    | [ 17 ] | [ 18 ] | [ 19 ] | [ 20 ] | [ 21 ] | [ 22 ] | [ 23 ] | [ 24 ] | [ 25 ] | [ 26 ] | [ 27 ] | [ 28 ] | [ 1 ]  | [ 1 ]  |

## Religion
Der Ort ist seit der Reformation evangelisch-lutherisch geprägt und bis heute nach Unserer Lieben Frau (Merkendorf) gepfarrt. Die Einwohner römisch-katholischer Konfession waren ursprünglich nach St. Jakobus (Ornbau) gepfarrt, heute ist die Pfarrei Liebfrauenmünster (Wolframs-Eschenbach) zuständig.